# Episodi di Impulse (seconda stagione)
La seconda stagione di Impulse, consistente di 10 episodi, viene pubblicata su Youtube Red il 16 ottobre 2019. In Italia la serie è inedita, Youtube però fornisce i sottotitoli in italiano.
Il primo episodio di questa stagione, intitolato "La mente brucia", presenta una versione integrale (non censurata) di una durata di 52' 22''.
| n° | Titolo originale       | Titolo italiano         | Pubblicazione   | Durata   |
| -- | ---------------------- | ----------------------- | --------------- | -------- |
| 1  | Mind on fire           | La mente brucia         | 16 ottobre 2019 | 52' 15'' |
| 2  | Fight or Flight        | Lottare o scappare      | 16 ottobre 2019 | 53' 31'' |
| 3  | For Those Lost         | Per chi se n'è andato   | 16 ottobre 2019 | 49' 48'' |
| 4  | The Moroi              | I Moroi                 | 16 ottobre 2019 | 59' 07'' |
| 5  | Crossing the Threshold | Varcare la soglia       | 16 ottobre 2019 | 51' 46'' |
| 6  | Seven of Hearts        | Sette di cuori          | 16 ottobre 2019 | 55' 29'' |
| 7  | The End of yhe World   | La fine del mondo       | 16 ottobre 2019 | 55' 14'' |
| 8  | The Tether             | Alla frutta             | 16 ottobre 2019 | 55' 54'' |
| 9  | A Moment of Clarity    | Un momento di chiarezza | 16 ottobre 2019 | 48' 20'' |
| 10 | Making Amends          | Chiedere scusa          | 16 ottobre 2019 | 56' 34'' |